# سليمان المانع
سليمان المانع (1965-) هو شاعر نبطي سعودي. 

## نسبه
هو سليمان ابن مانع ابن سليمان ابن قنوان ابن رجاء ابن عجاج الكره. من شيوخ ووجهاء الروس من فخذ الفدعان من عنزة.
لقب بالكثير من الألقاب أشهرها «الغريب». كنيتة أبو روز وأبو مانع.

## الولادة الشعرية
بدايته كانت بجدة واكتشف شاعريته هناك وبعدها بدء ينشره. وكان أول ما نشر في صحيفة البلاد عند عبد الله زهير الشمراني، وكذلك عند راشد بن جعيثن في مجلة اليمامة. وكذلك في مجلة المجالس الكويتية عند يوسف محمد العنزي وغازي صفوق الظفيري في مجلة اليقظة. وكان أول ظهور له عبر تلفزيون اسمه (نجوم الغد) يقدمه محمد الرشد.

## مشوار الأمسيات
أول أمسية أقامها بمشاركة الشاعر فهد عافت في مستشفى بالكويت عام 1984 م. ثم بات الشاعر سليمان المانع مطلبا للمهرجانات والأمسيات وحقق رقما قياسيا في الصعود إلى منصات الأمسيات.